# Via Guicciardini
Via de' Guicciardini, detta comunemente via Guicciardini, è una strada del centro storico di Firenze, situata in Oltrarno, dove rappresenta il prolungamento sull'asse nord-sud del cardo oltre il Ponte Vecchio. La strada va infatti dal ponte (presso l'incrocio tra via de' Bardi, piazzetta Salvatore e Wanda Ferragamo e borgo San Jacopo) a piazza de' Pitti. Lungo il tracciato si innestano: via de' Barbadori, la piazza Santa Felicita e via dello Sprone. 

## Storia

### Origini

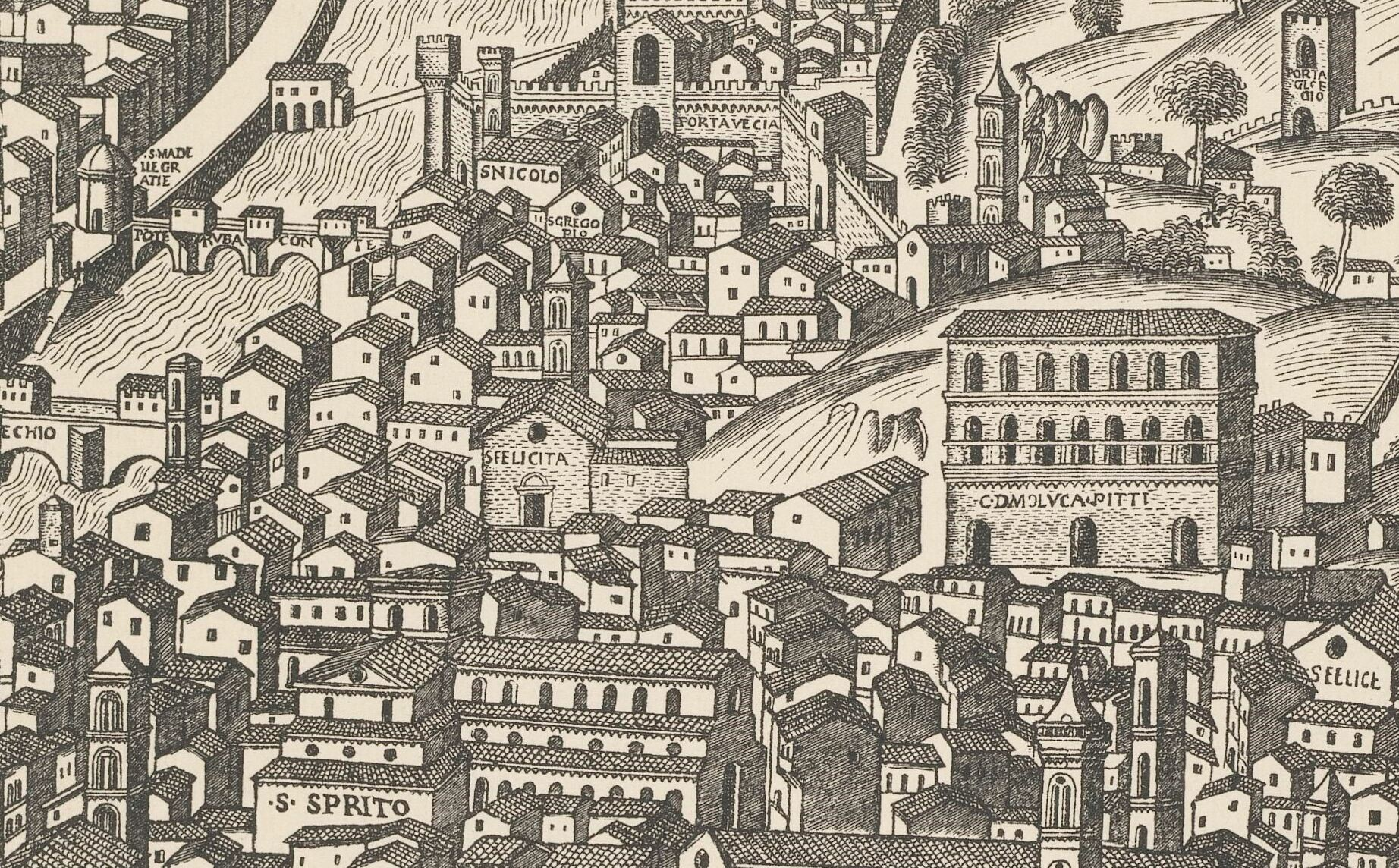
La zona dell'Oltrarno nella pianta della Catena; vi si vedono la chiesa di Santa felicita, palazzo Pitti e le case vicine, afferenti a via Guicciardini

La strada ricalda il percorso della Via Cassia come prosecuzione del cardo massimo oltre la porta meridionale e poi il principale attraversamento fluviale. Gli scavi eseguiti dalla locale Soprintendenza Archeologica negli nella zona antistante la chiesa di Santa Felicita hanno documentato la presenza di strade ed edifici in questa zona fin dall'epoca romana, pur trovandosi allora fuori dalle mura: anzi alcune sepolture paleocristiane dal V secolo in poi dimostrarono la presenza di una comunità cristiana di lingua greca e di provenienza siriana, forse la prima insediatasi in città.
Prima del XIII secolo, quando la città era dunque murata solo sul lato settentrionale, uscivano dal ponte Vecchio - fortificato da alte torri - tre strade detto "borghi" perché all'origine di altrettanti abitati lungo di esse: borgo San Jacopo verso ovest, il borgo di Piazza verso sud e il borgo Pitiglioso ("pidocchioso") verso est. Con l'inclusione della zona nelle mura arnolfiane, i tre borghi divennero delle direttrici stradali, che nell'ordine sono oggi l'immutato borgo San Jacopo, la via Guicciardini e via de' Bardi. 
Via Guicciardini anticamente si chiamò borgo di Piazza (attestazione nel 1173) perché conduceva alla piazza di Santa Felicita (poi con piazza si iniziò a indicare la zona di San Felice), infatti era detto anche borgo Santa Felicita. Si trova poi attestata come via dei Benizzi o via dei Guidetti, dal nome di famiglie che avevano qui il loro palazzo (in quello dei Benizzi era nato il veneratissimo san Filippo nel 1233), e occasionalmente come "chiasso de' Guicciardini" (1322), famiglia che andava acquistando su questa strada sempre più proprietà, tanto che dal XVI secolo in poi si stabilizzò il nome di "via dei Guicciardini".

### I Guicciardini
I Guicciardini, originari della val di Pesa, arrivarono a possedere sul lato orientale della strada fino a otto fra case e palazzi, compresa una vecchia torre della famiglia Malefìci, e i palazzi che furono dei Benizzi, dei Guidetti e dei Barbadori, riordinati a partire dal XVII secolo nel vasto palazzo Guicciardini. Sull'altro lato della strada esistevano una serie di case più modeste, in una delle quali nascue, il 3 maggio 1469, Niccolò Machiavelli, come ricorda un'altra lapide.
Gli edifici di via Guicciardini subirono trasformazioni per voltà della famiglia Medici, prima venendo attraversati dal corridoio Vasariano (1565), col beneplacito di tutte le famiglie che subirono gli espropri (tranne il noto caso dei Mannelli), poi con l'ingrandimento graduale di palazzo Pitti, che finì per richiedere la demolizione di alcuni edifici nel 1837, accorciando notevolmente la strada all'estremità sud.

### Distruzione e ricostruzione

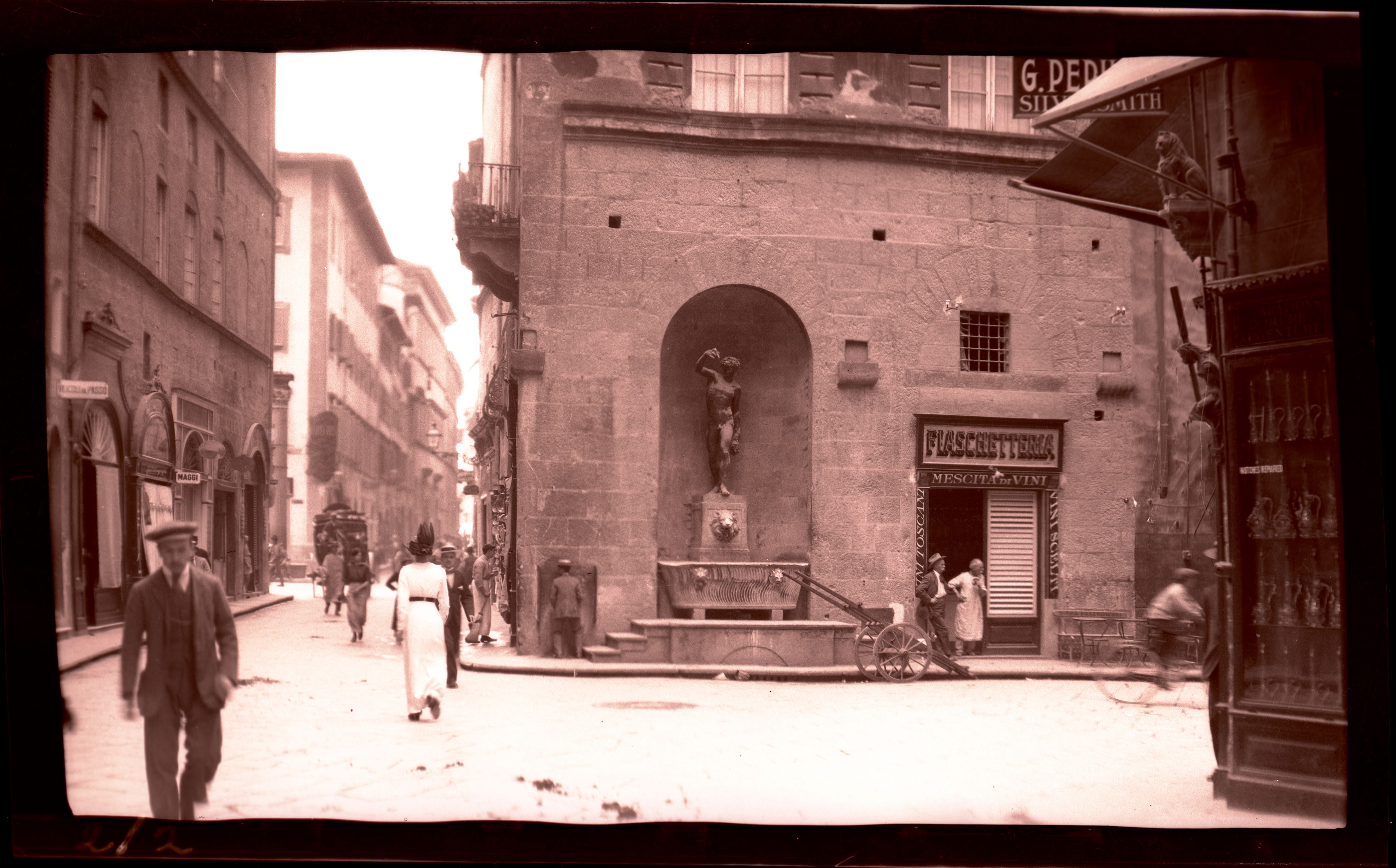
Imbocco di via Guicciardini visto dal Ponte Vecchio nel 1913, prima delle distruzioni belliche

Il tracciato antico della strada rimase in massima parte immutato finché, nella notte tra il 3 e il 4 agosto 1944, le mine poste dall'esercito tedesco in ritirata non vi provocarono vaste distruzioni mirate a rendere impraticabile l'accesso al ponte Vecchio, unico attraversamento sull'Arno salvato sì, ma al costo di grandi perdite su entrambe le rive. I danni furono particolarmente gravi sia in prossimità del ponte sia sul lato destro, per cui la strada si presenta attualmente caratterizzata da edifici moderni per lo più costruiti a partire dagli anni cinquanta del Novecento, comunque progettati (in alcuni casi con risultati di interesse) cercando di riproporre per volumetria e forme (si vedano i temi delle altane, degli sporti e delle vie interne) le caratteristiche dell'antico tessuto urbano. 

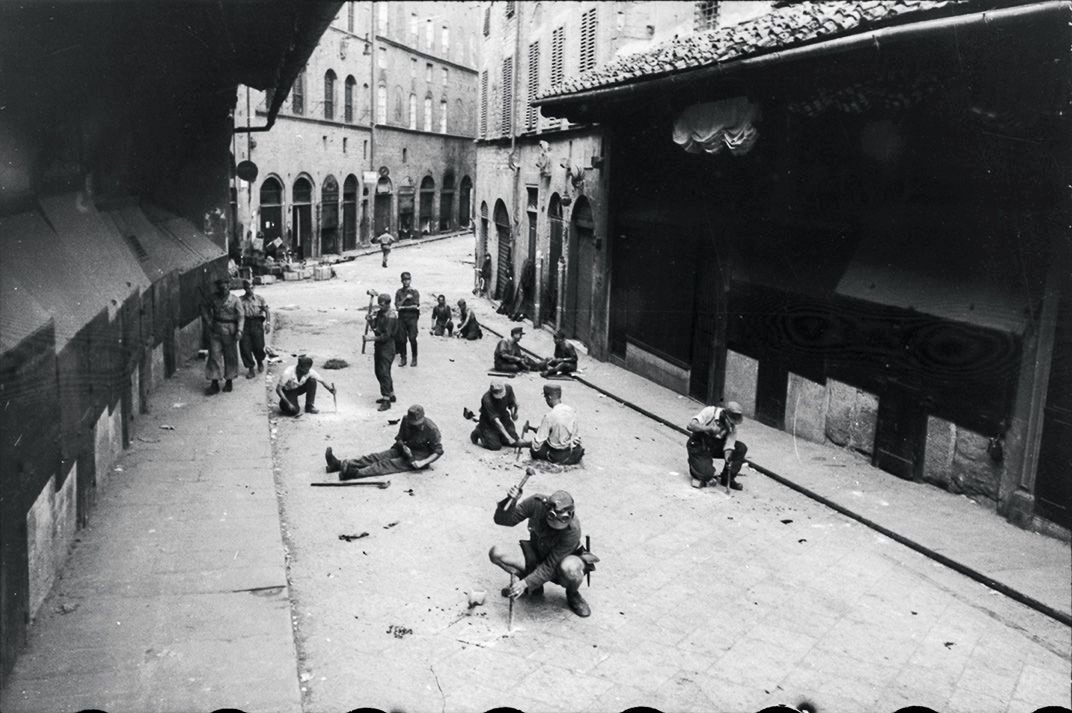
Soldati tedeschi che piantano chiodi anticarro sul ponte Vecchio e in via Guicciardini, 1944 circa

Particolare libertà si usò nel ricostruire la parte più vicina al ponte Vecchio, per migliorare la veduta di questo e della suggestiva torre dei Mannelli (incredibilmente salvatasi su tre dei quattro lati) da più punti di vista. In particolare: fu rettificato e ampliato l'imbocco di Borgo San Jacopo; venne isolata maggiormente la torre spostando il cavalcavia del corridoio Vasariano verso est (con l'aggiunta di un beccatello) e impostandolo su due archi poggiani su un pilone isolato; via de' Bardi fu allargata a discapito di edifici distrutti e non ripristinati come la torre degli Ubriachi; fu creato passaggio ad arco con la nuova via dei Barbadori, raccordata più avanti a via Guicciardini anche da una breve galleria commerciale coperta. 
Permangono nella via, nonostante i danni comunque subiti durante la guerra, anche alcune testimonianze antiche di assoluto rilievo, tra le quali il già ricordato palazzo Guicciardini, e il palazzo Dragomanni. 
Dal giugno 2011 la via è stata pedonalizzata nell'ambito di un intervento che ha ugualmente interessato piazza de' Pitti e altre strade limitrofe. Nel 2021-2022 hanno avuto luogo lavori di riordino e rinnovo del lastrico stradale e dei marciapiedi.

## Descrizione
La carreggiata è asfaltata e servita ai lati da due ampi marciapiedi in pietra. Visto il ruolo svolto nel sistema viario fiorentino, un tempo di collegamento verso la porta Romana, oggi di connessione tra il ponte Vecchio e piazza de' Pitti (e più in generale tra il centro e piazza de' Pitti che rappresenta una delle emergenze artistiche più rilevanti del di là d'Arno), la strada è quasi ininterrottamente interessata dal flusso turistico. 

### Edifici
| Immagine | N°        | Nome                        | Descrizione |
| -------- | --------- | --------------------------- | --- |
|          | 2r        | Torre dei Rossi Cerchi      | Durante la seconda guerra mondiale la duecentesca torre già dei Rossi d'Oltrarno e poi dei Cerchi e dei Canigiani fu distrutta. Nel 1946 il Comune di Firenze bandì un concorso per la ricostruzione degli edifici, vinto dall'allora giovane architetto Francesco Tiezzi. Nel periodo 1953-1957 Tiezzi elaborò un progetto che doveva in qualche modo ricordare la torre perduta, sebbene arretrata nel sito per rettificare borgo Santi Apostoli. Il restauro dovette rispondere alle complesse esigenze urbanistiche del luogo e fu effettuato riutilizzando parte dei materiali edili originali. |
|          | s.n.      | Torre dei Rossi d'Oltrarno  | La torre, che si erge al centro degli edifici moderni che attualmente costituiscono l'angolo, è da individuare quale emergenza di quello che un tempo era il palazzo della famiglia guelfa dei Rossi d'Oltrarno, con fronte principale in piazza Santa Felicita 1. La sua prossimità con il corridoio Vasariano e un'errata lettura delle vicende legate alle ricostruzioni a seguito delle distruzioni provocate dall'esercito tedesco in ritirata nell'agosto del 1944 avevano portato a confondere questa struttura superstite con quella che era la torre di Parte Guelfa (o torre degli Ubriachi/Obriachi), un tempo collocata dirimpetto alla torre dei Mannelli a filo della strada. La torre è attraversata dal corridoio Vasariano. |
|          | 2r-8r     | Palazzo Barbadori           | Nacque presumibilmente nel Trecento con l'unione a una preesistente torre di una casa grande. Durante la guerra crollò quasi totalmente la parte interna dell'edificio, lasciando tuttavia in piedi il fronte. Visto il pregio della fabbrica questo venne consolidato e restaurato dalla Soprintendenza ai Monumenti, con i piani superiori interamente decorati con bozze a graffito. Per il resto il palazzo fu soprelevato e integrato con architettura moderna. Sul fronte è uno scudo fortemente eroso che recava l'arme della famiglia Barbadori. |
|          | 10r-12r   | Torre dei Nerli             | La torre della famiglia ghibellina dei Nerli, restaurata e parzialmente ricostruita dopo l'ultima guerra, risultava nel 1322 di proprietà, oltre che di questa famiglia, dei Machiavelli. Della struttura originaria resta solo la parte inferiore (ampiamente integrata) sviluppata su due piani, oltre ai quali sono altri tre piani moderni. Il paramento è in grosse bugne di pietraforte, con due portali gemelli a doppio arco e due finestre al primo piano con architrave su mensole e arco di scarico. Sul fronte sono alcune buche pontaie con relative mensole. |
|          | s.n.      | Torre dei Fifanti           | La torre si trova in un luogo difficilmente accessibile, ma è ben visibile dal giardino di Boboli. I Fifanti erano una famiglia ghibellina esiliata nel 1258, ma tornati dopo la battaglia di Montaperti (1260), per essere poi definitivamente allontanati nel 1267. L'ultima notizia su questa famiglia risale al 1311. La torre è stata rimaneggiata per poter adattarsi alla funzione di torre campanaria della chiesa di Santa Felicita. Il rivestimento è in filaretto di pietra a vista, con alcune buche pontaie senza mensole e qualche feritoia. Sulla cella campanaria si aprono quattro coppie di monofore lunghe e strette, con copertura ad arco, due per lato. Nella parte inferiore è stata tamponata la parte più bassa con laterizio per consentire la creazione di un parapetto. In alto, sotto la copertura a bassa piramide, sono visibili alcuni rinforzi in ferro. |
|          | 18        | Casa di Niccolò Machiavelli | Era qui una casa che la tradizione identificava con quella appartenuta a Niccolò Machiavelli, dove il grande statista sarebbe morto nel 1527. Fu comunque completamente distrutta nel 1944, e tuttavia si continuò a ricordare il luogo in funzione del nome del Machiavelli. Ricostruita in forme del tutto moderne, si collocarono quindi alcune memorie a ricordare l'antica storia: sul fronte è una lapide moderna che riproduce il testo di una memoria già posta nel 1869; nel breve corridoio che immette nella corte interna (n. 18a) è un'altra iscrizione che indica in Sofia Bossi Pucci Serristori la fautrice della ricostruzione dopo i danni di guerra; nel passaggio alla piazzetta interna appaiono riutilizzate due antiche travi della casa antica e messe in evidenza con un'iscrizione che le indica come recuperate dalle macerie successive alla distruzione del 1944. |
|          | 26        | Casa                        | L'edificio, costruito su progetto di Giovanni Michelucci nel 1957 dove era un palazzo della famiglia Mazzei, si caratterizza nel suo limitato sviluppo in alzato, con i suoi tre piani dei quali il terreno destinato a negozi e i due superiori ad abitazioni, con un solo appartamento per piano servito da una scala che muove dall'atrio aperto su un patio interno. "All'uso della pietra forte nel grosso pilastro modellato che separa l'accesso all'atrio dai negozi, si contrappone il cemento a faccia vista e l'intonaco ritmato da listelli di botticino al piano superiore, oltre a un singolare uso del legno - insolito nella tradizione fiorentina - nelle finestrature continue spartite da elementi di contenimento in aggetto. Le ridotte dimensioni dell'edificio in altezza sembrano aver sollecitato l'architetto a una più intensa ricerca formale nei sottili equilibri di spartiti e di materiali della facciata". |
|          | 11-13     | Palazzo Dragomanni          | Il palazzo faceva parte dei molti possedimenti dei Guicciardini su questa strada, ed è per lo più ricordato in ragione dei molti lavori di ristrutturazione e ampliamento promossi dalla famiglia Franceschi(che lo aveva acquistato nel 1634), su progetto di Antonio Maria Ferri, attorno al 1697-1698. Dopo il drammatico tracollo finanziario dei Franceschi del 1741-1746, la proprietà passò nel 1754 ai conti Lorenzi, per pervenire poco dopo, attorno al 1777, ai Dragomanni (1793), a cui seguirono infine i Salvadori e poi i Boncompagni Ludovisi, tuttora proprietari. Notevole è lo scalone del Ferri, dotato di un originale lucernario aperto ellitticamente. Permangono negli spazi interni alcuni ambienti con pitture murali di Atanasio Bimbacci. Presumibilmente del periodo in cui la residenza fu proprietà dei Lorenzi sono poi ulteriori interventi pittorici a tema mitologico attribuiti a Tommaso Gherardini, Giuseppe Gricci e Giuseppe Del Moro. |
|          | 124r-126r | Palazzina INA               | L'edificio fu realizzato su progetto del 1954 di Giovanni Michelucci, con un cantiere diretto da Ferdinando Poggi tra il 1955 e il 1958. L'edificio è costituito da due corpi serviti da scale indipendenti ma uniti da un voltone che immette in una piazzetta interna e in collegamento con piazza Pitti. Il piano terreno è occupato da negozi. Nel corpo su via Guicciardini è stata adottata una soluzione di appartamenti in duplex serviti da un ballatoio, mentre il blocco su via dello Sprone comprende due appartamenti per piano. La notevole libertà planimetrica nella concezione degli alloggi, l'uso raffinato dei materiali, la misura degli spartiti e l'articolazione delle parti qualificano quest'opera, fortemente suggestiva dell'immagine delle case torri medioevali. |
|          | 15        | Palazzo Guicciardini        | Tra XIV e XV secolo i Guicciardini, qui inurbatisi, acquistarono una serie di proprietà confinanti su questo lato della strada, riunite in una "casa grande" affiancata dalla torre dei Malefìci (nome di una famiglia fiorentina) e dai palazzi Benizzi (dove era nato nel 1263 san Filippo Benizzi), Guidetti e Barbadori. Tutti questi edifici vennero col tempo pure acquistati a riuniti in un unico palazzo su progetto di Gherardo Silvani tra il 1620 e il 1625. Grazie a un fidecommesso la proprietà si mantenne al ramo principale della famiglia e per secoli e anche dopo l'abolizione di quest'ultimo una fortuita vicenda familiare ne impedì la spartizione. Nel 1837 l'allargamento di piazza Pitti sacrifico la porzione ex-Guidetti, e rese necessari i lavori di risistemazione e adeguamento, che culminarono con la creazione di una nuova facciata a meridione, opera di Pasquale Poccianti poi risistemata nel 1922 da Giuseppe Castellucci (data e committenti sono iscritti nei timpani delle finestre). Nel 2007 venne operato un minuzioso restauro dello sgraffito su una parte della facciata di via Guicciardini. |

### Monumenti

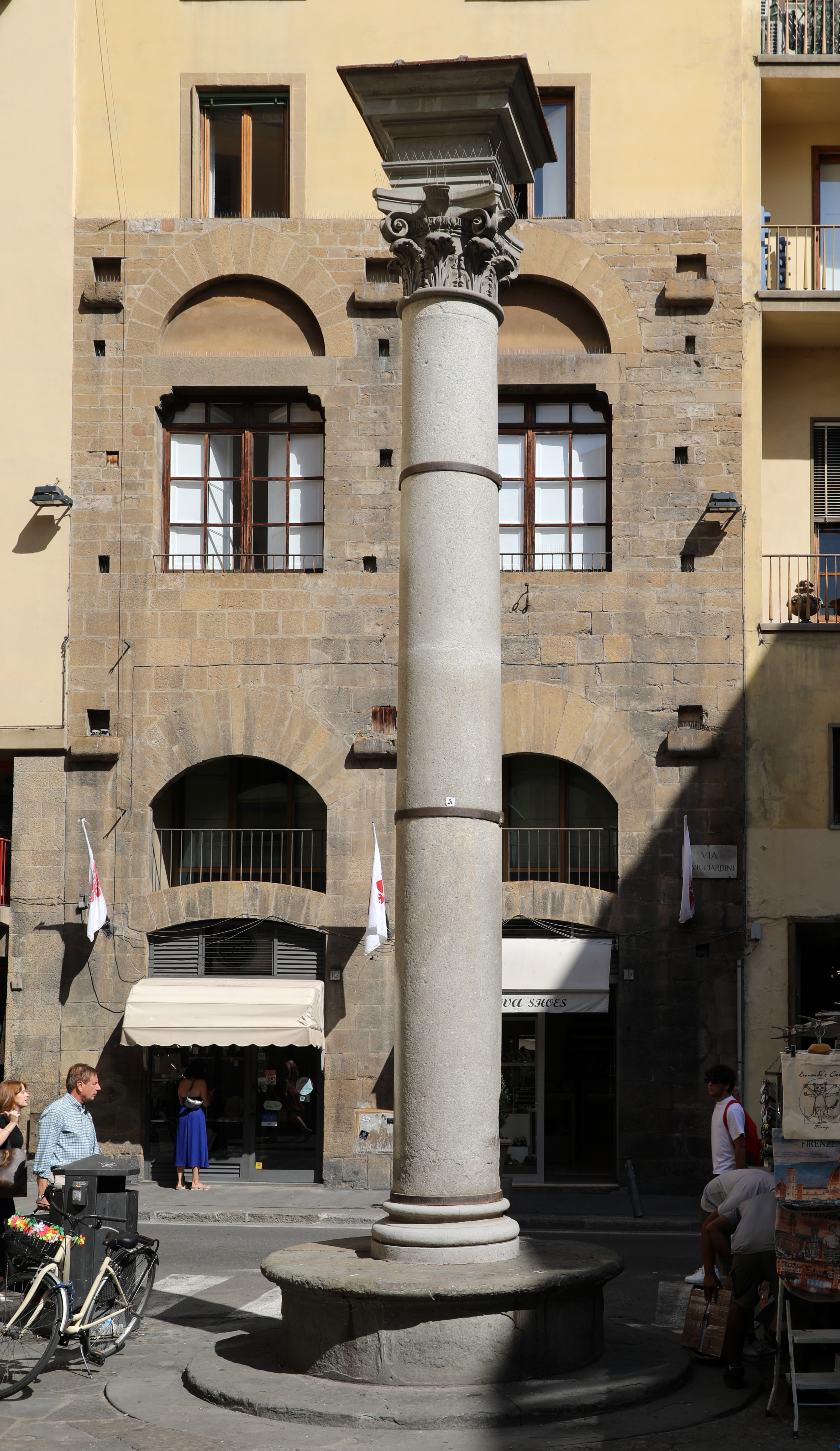
Colonna di Santa Felicita

Sulla strada affaccia la colonna di Santa Felicita: si tratta del fusto in granito dell'isola d'Elba di una colonna quasi sicuramente antica pertinente a un mausoleo del cimitero cristiano che qui esistette almeno dal V secolo. Esso venne eretto nuovamente nel 1381, e dal 1484 vi fu posto un capitello e un plinto sorreggente una statua di San Pietro martire su iniziativa della famiglia Rossi che qui aveva il proprio palazzo e che era particormente devota al santo. Da questo episodio ne nacque la leggenda che la colonna marcasse il sito dove nel 1244 Pietro coi cavalieri di Santa Maria avrebbe sconfitto una milizia catara, una vicenda sicuramente amplificata, se non del tutto inventata, similmente a quella legata alla Croce al Trebbio.
La statua crollò nel 1732 e venne sostituita da un nuovo esemplare che probabilmente subì la stessa sorte in un evento imprecisato, entro il 1842. Seppur crollata nel 1944, la colonna venne restaurata e ricollocata, col suo capitello decorato dagli stemmi dei Rossi d'Oltrarno. Sebbene poco leggibile, sul fusto si trova ancora l'iscrizione del ripristino della statua nel 1733.
| D. O. M. ALAMANNUS ROSSIUS EQUITIS ISIDORII F. PERVETUSTÆ ROSSIORUM DOMUS SUPERSTES UNICUS ARETAPHILÆ SAVINÆ MATRIS ATQUE TUTRICIS AUCTORITATE S. PETRI MARTYRIS STATUAM AVITÆ COLUMNÆ SUPERIMPOSITAM VETUSTATE COLLAPSAM RESTITUIT A. S. MDCCXXXIII |

Traduzione: «Dio Ottimo Massimo. Alamanno de' Rossi, figlio del cavaliere Isidoro, unico superstite dell'antica famiglia dei Rossi, sotto l'autorità della madre e tutrice
Aretafila Savini, ha ripristinato la statua di san Pietro Martire, posta sull'antica colonna, crollata a causa del tempo. Anno della Salvezza 1733».

### Lapidi
Sulla casa di Niccolò Machiavelli si legge:
| A NICCOLÒ MACCHIAVELLI DELL'VNITÀ NAZIONALE PRECORRITORE AVDACE E INDOVINO E D'ARMI PROPRIE E NN AVVENTIZIE PRIMO ISTITVTORE E MAESTRO L'ITALIA VNA ED ARMATA POSE IL 3 MAGGIO 1869 QVARTO DI LVI CENTENARIO CASA OVE VISSE NICCOLÒ MACCHIAVELLI E IVI MORÌ IL 22 GIVGNO 1587 DI ANNI 58 MESI 8 E GIORNI 19 |

All'interno (si noti come si è cercato di rimediare alla grafia errata "Macchiavelli"):
| IN QVESTA CASA DEI MACCHIAVELLI POI DEI SERRISTORI DOPO TOTALE DISTRVZIONE BELLICA OGGI A NVOVA VITA RISORTA PER OPERA DI SOFIA BOSSI PVCCI SERRISTORI TRASCORSE I SVOI GIORNI NICCOLÒ MACCHIAVELLI MEDITANDO SULLE VMANE VICENDE E COMPOSE PAGINE IMMORTALI DI STORIA FIORENTINA |

E poi su due grandi cartellini su altrettante travi lignee:
|  | PARTE DI UNA TRAVE APPARTENENTE FIN DALLE ORIGINI A QUESTA ANTICA DIMORA DEI MACHIAVELLI E QUÌ TRA LE MACERIE RITROVATA DOPO LA DISTRUZIONE NELL'ANNO 1944 |

Sul palazzo Guicciardini si trovano sia una lapide che ricorda lo storico Francesco Guicciardini (nato e vissuto qui), sia una per san Filippo Benizi.
| MDCCCCXXI IN QVESTE CASE AB ANTICO DEI GVICCIARDINI SI SCRIVE A GLORIA D'ITALIA IL NOME DEL GRANDE ISTORICO FRANCESCO CHE AI TEMPI DA LVI POLITICAMENTE VISSVTI AFFIGVRÒ IN PAGINE SOPRAVVISSVTE IMMORTALI |

| SANCTO PHILIPPO BENITIO. QUEM IN COELIS MODO SUBLIMEM COLIS. VIATOR. HAEC OLIM DOMUS DEDIT NATALES CUNAS. LOCI FAMAM TEMPORIS DIUTURNITATE LABENTEM. ALOYSIUS ET FRANCISCUS GUICCIARDINII PERENNI MEMORIA INSTAURANDAM CURARUNT. A. S. M D C C X X V |

La traduzione è: "A san Filippo Benizzi, che ora veneri elevato nei cieli, oh viandante, questa casa un tempo donò culla e natali. La fama del luogo che il trascorrere del tempo aveva offuscato, Luigi e Francesco Guicciardini si curarono di ripristinare per una memoria perenne, nell'anno del Signore 1725."

### Tabernacoli

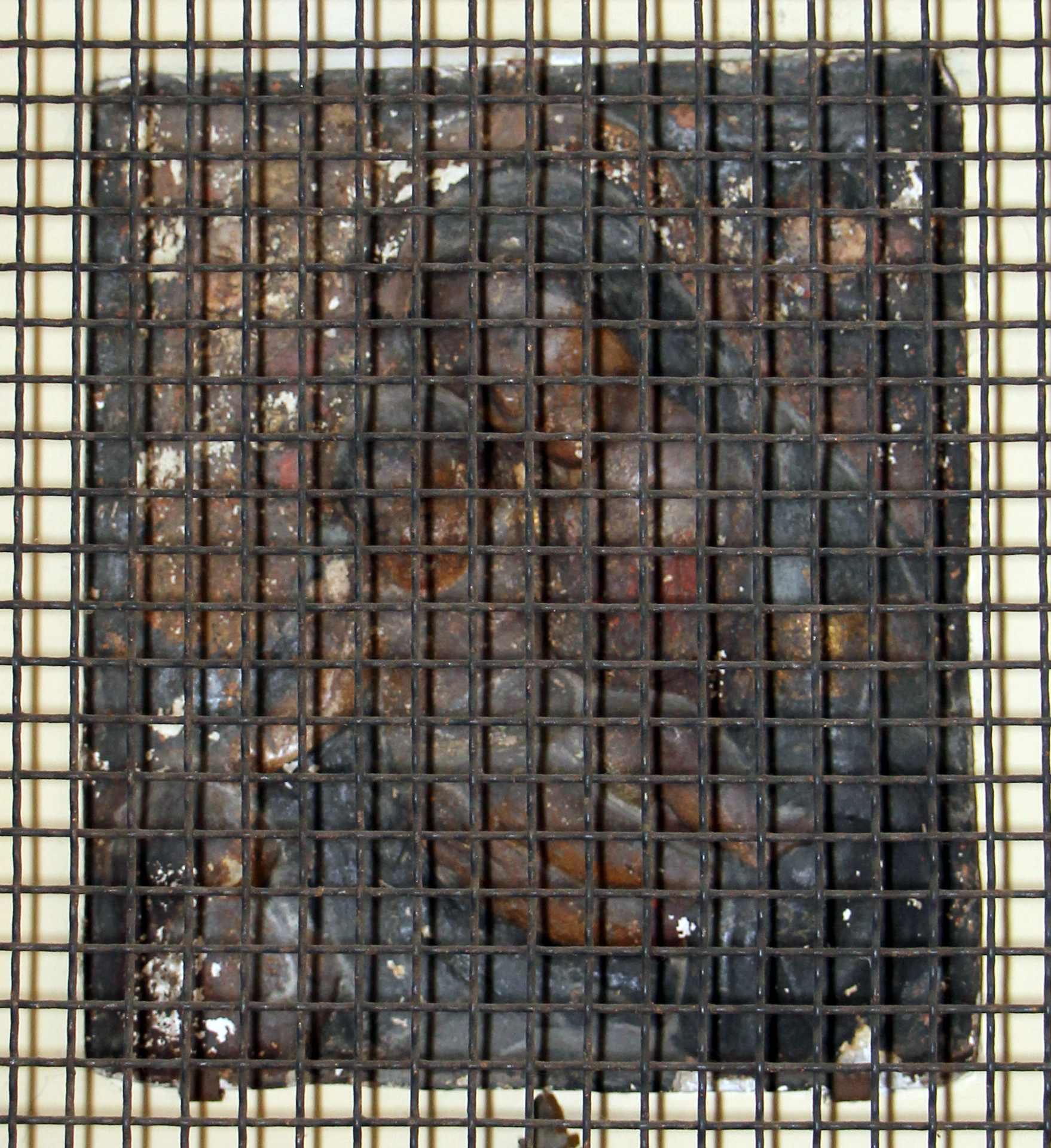
Stucco della Madonna col Bambino e san Giovannino

Sulla via esisteva un tabernacolo in angolo con piazza Santa Felicita, visibile in una foto d'epoca. Dopo la guerra non fu ripristinato. Nell'androne della casa di Niccolò Machiavelli si trova una nicchia con un rilievo della Madonna col Bambino e san Giovannino in stucco, probabilmente antico, ma di difficile valutazione poiché molto annerito.